# Horvát Néppárt – Liberális Demokraták
A Horvát Néppárt – Liberális Demokraták (horvátul: Hrvatska narodna stranka - Liberalni demokrati, HNS – LD) egy horvát baloldali liberális párt. 2017-ig a párt ellenezte a Horvát Demokratikus Közösség alkotta kormányt, de miután a Függetlenek Hídja kiszállt a koalícióból, a HNS a Plenković-kormány egyik tagja lett. 2020-tól a HNS 3 tagú parlamenti képviselőcsoporttal rendelkezik a horvát parlamentben. A HNS Liberálisok és Demokraták Szövetsége Európáért európai parlamenti frakció teljes jogú tagja. 2022-től a párt vezetője Mirko Korotaj.

## Története

### A kezdetek
A Horvátországi Néppárt eredetileg 1841-ben alakult, a horvát romantikus nacionalizmus időszakában. Alakulásának előzményeként tarta számon az illír mozgalom 1835-tól zajló eseményeit. 1861 után a Néppárt Népi Liberális Párt néven volt ismert, belőle szakadt ki a Független Néppárt (1880–1903), amely egyre inkább autonómiapárti lett, míg a régi Néppárt a „kiegyezés pártjává” fejlődött, és Népi Alkotmánypárt néven együttműködött a magyarbarát Unionista Párttal. A Haladó Párt (1904–1906) és a Horvát Népi Haladó Párt (1906–1910) szintén liberális pártok voltak az Osztrák–Magyar Monarchia Horvát–Szlavón Királyság nevű autonóm részén.
1860-ban a nemzeti liberálisok Dalmáciában (a Habsburg Birodalom osztrák részén) megalakították a Dalmáciai Néppártként is ismert Nemzeti Pártot. A párt 1889 körül konzervatív párttá fejlődött (Nemzeti Horvát Párt). A Jugoszláv Királyságban (1918–1941) a legnagyobb liberális párt a Független Demokrata Párt volt, amelyet az új állam volt osztrák-magyar részein élő szerbek és a szlovén centralista liberálisok alkottak. A kommunizmus idején a Jugoszláv Szocialista Szövetségi Köztársaságban a Horvátországi Kommunisták Szövetsége liberális vezetői Savka Dabčević-Kučar és Miko Tripalo voltak, akik az 1971-es horvát tavasz vezetői személyiségei is voltak.

### A mai Horvátországban
A modern Horvát Néppártot (HNS), amely részt vett az 1990-es első többpárti választáson, Savka Dabčević-Kučar, Miko Tripalo és Dragutin Haramija és mások vezetésével 1990 végén hozták létre a Népi Egyetértés Koalíciójának (Koalicija narodnog sporazuma) tagjai. A HNS kis ellenzéki párt maradt. Az 1992-es választásokon a szavazatok 6,7%-át szerezték meg, és 6 mandátumot szereztek a horvát parlamentben. 1994-ben Radimir Čačić építőipari vállalkozó lett a pártelnök. Az 1995-ös választásokon egy választási szövetség tagjaként 2 mandátumot szereztek. A 2000. januári választáson négypárti koalíciót hoztak létre a Horvát Parasztpárttal (HSS), a Liberális Párttal (LS) és az Isztriai Demokratikus Szövetséggel (IDS), amelyek együttesen 25 parlamenti mandátumot szereztek, ebből kettő a HNS képviselőjének jutott. Ennek eredményeként a párt részt vett Ivica Račan 2000–2003-as kormányában, ahol képviselője Radimir Čačić közmunka-, építési és újjáépítési miniszter volt. Néhány héttel később a koalíció jelöltjét, a HNS-tagját, Stjepan Mesićet választották köztársasági elnökké.
Szintén 2000-ben a HNS új pártelnököt választott, a Zágrábi Egyetem politikaszociológia professzora, Vesna Pusić személyében. A 2003. novemberi választásokon a Primorje-Gorski Kotar Szövetséggel és a Szlavónia-Baranyai Horvát Párttal kötött szövetségük a szavazatok 8%-át eredményezte, és a 151 mandátumból 11-et szerzett, ebből 10 a HNS képviselőjének jutott. A jelentősen javuló eredmények ellenére azonban a párt az ellenzékbe került.
A mai Néppárt második eleme, a Liberális Demokraták Pártja vagy Libra, a Račan-kormány idején keletkezett, amikor 2002-ben Dražen Budiša, a Horvát Szociálliberális Párt (HSLS) vezetője kilépett a koalícióból. Budiša pártjának tíz parlamenti képviselője, Jozo Radoš vezetésével megtagadta a kormány megbuktatását, helyette kivált a HSLS-ből, megalakítva a Librát, a Liberális Demokraták Pártját. Ez a párt 3 mandátumot szerzett a 2003-as választásokon. 2005. február 6-án a HNS hetedik konvencióján részt vevő 1250 képviselő többsége a Librával való egyesülés mellett szavazott, és az egyesített párt a Horvát Néppárt – Liberális Demokraták nevet kapta. A párt összes parlamenti mandátumának száma 13-ra nőtt.
A 2007. novemberi választásokon a párt önállóan indult, a szavazatok mintegy 7%-át és 7 mandátumot szerzett a horvát Száborban és ellenzékben maradt. 2008 áprilisában, miután legyőzte Dragutin Lesart, Radimir Čačićot választották meg pártelnöknek. Lesar kilépett a pártból, először független képviselőként tevékenykedett, majd 2010 márciusában megalapította a Horvát Laburisták – Munkáspártot. Zlatko Horvat képviselő is kilépett a pártból. A 2011-es választásokon a HNS részt vett a balközép Kukuriku koalícióban, amelynek élén az SDP állt. A koalíció győzelme után a HNS bekerült a kabinetbe, és képviselői külkapcsolati, kereskedelmi, kulturális stb. posztokat töltöttek be. Čačićot 2012 márciusában újra pártelnöknek választották, de miután két halálos áldozatot követelő közlekedési baleset miatt börtönbüntetésre ítélték, kilépett a kormányból és kénytelen volt elhagyni a pártot. 2013-ban Vesna Pusićot választották meg a pártelnöknek. 2014. szeptember 21-én a HNS zágrábi és varasdi szervezetének mintegy 200 tagja hagyta el a pártot, hogy Radimir Čačić vezetésével megalakítsák a liberális és centrista Néppárt – Reformistákat. A HNS a 2015-ös és 2016-os parlamenti választásokon is az SDP vezette népikoalíció tagja volt, és ellenzékbe került. Miután Ivan Vrdoljak pártelnök és a párt elnöksége úgy döntött, hogy a jobbközép Horvát Demokratikus Közösséggel (HDZ) lép szövetségre, bekerült a kormányba, és (a párt elnökségének ellenzékét háttérbe szorítva) támogatta Andrej Plenković kormányát. 2017 júniusában négy képviselő és az egyetlen az EP-képviselő (Jozo Radoš) elhagyta a pártot, hogy létrehozza a baloldali Polgári Liberális Szövetséget. Ez a szétválás azt is eredményezte, hogy számos párttag és szakági vezető hagyta el a pártot, és részben a Polgári Liberális Szövetséghez, részben más pártokhoz csatlakozott. 2018 októberében Marija Puh képviselő hagyta el a párt parlamenti frakcióját, hogy csatlakozzon Milan Bandic pártjához, így a frakció létszáma tovább csökkent, mindössze 4 képviselőre olvadt.

## A párt elnökei
- Savka Dabčević-Kučar (1990-1995)
- Radimir Čačić (1995-2000)
- Vesna Pusić (2000-2008)
- Radimir Čačić (2008-2013)
- Vesna Pusić (2013-2016)
- Ivan Vrdoljak (2016-2017)
- Predrag Štromar (2017)
- Ivan Vrdoljak (2017-2020)
- Predrag Štromar (2020)[8]
- Stjepan Čuraj (2020-2022)
- Mirko Korotaj (2022-)

## A párt szervezete
A Horvát Néppárt területi elv szerint szerveződik, mely a következőkből áll:
- Regionális Szövetség mely a horvát régiók földrajzi, történelmi, gazdasági, kulturális és egyéb hagyományos sajátosságaihoz igazodva köti össze a HNS megyei szervezeteit:

1. Közép-Horvátországi Regionális Szövetség
2. Dalmáciai Regionális Szövetség
3. Isztriai-Tengermellék-Hegyvidéki-Lika-Zenggi Regionális Szövetség
4. Északnyugat-Horvátországi regionális Szövetség
5. Szlavón-Baranyai Regionális szövetség

- Megyei szervezet - a megyék területén szerveződik; A HNS-nek 21 megyei szervezete van
- Területi szervezet - a HNS alapszervezeti egysége, amely egy település vagy város területére jön létre
- Helyi szervezet - a helyi önkormányzat vagy önkormányzat területén jön létre, ahol nincs kirendeltség

## Választási eredmények
| Választás | Szavazatok száma | Szavazatok aránya | Mandátumok száma | Parlamenti szerepe             |
| --------- | ---------------- | ----------------- | ---------------- | ------------------------------ |
| 1992      | 176 214          | 6,67%             | 6                | ellenzék                       |
| 1995      | 441 390          | 18,26%            | 2                | ellenzék                       |
| 2000      | 432 527          | 14,70%            | 2                | kormánypárt                    |
| 2003      | 198 781          | 8%                | 10               | ellenzék                       |
| 2007      | 168 440          | 6,80%             | 7                | ellenzék                       |
| 20111     | 958 312          | 40%               | 14               | kormánypárt                    |
| 20151     | 744 507          | 32,31%            | 9                | ellenzék                       |
| 20161     | 636 960          | 33,47%            | 9                | ellenzék, 2017-től kormánypárt |
| 2020      | 21 725           | 1,30%             | 1                | ellenzék2                      |

1 a Népi Koalíció eredménye, melynek egyik ereje a Horvát Néppárt is
2 Kívülről támogatják a kormányt
| Választás | Szavazatok száma | Szavazatok aránya | Mandátumok száma |
| --------- | ---------------- | ----------------- | ---------------- |
| 20131     | 237 778          | 32,07%            | 0                |
| 20141     | 275 904          | 29,93%            | 1                |
| 2019      | 27 958           | 2,60%             | 0                |

1 a Népi Koalíció eredménye, melynek egyik ereje a Horvát Néppárt